# Свен Јонасон
Свен Јонасон (швед. Sven Jonasson; Борос, 9. јул 1909 — Варберг, 17. септембар 1984) био је шведски фудбалски нападач и тренер.

## Каријера
Играо је за Шведску на Летњим олимпијским играма 1936. Рођен је у Борасу, а умро у Варбергу.
Играо је за Елфсборг и фудбалску репрезентацију Шведске, за коју је наступао на светским првенствима 1934. и 1938. године. Постигао је два гола 1934. и један 1938. године. Јонасон држи рекорд по броју голова (252 гола) и највише узастопних утакмица (344 утакмице, 1927–1941) у првој лиги Шведске у фудбалу. Године 1936. помиње се у данском извору јер је играо као "лажна 9" када је играо против тима који користи ВМ формацију. У истом чланку дански новинар Свена Јонасона пореди са енглеским центарфором Тедом Дрејком.